# Iovian
Flavius Claudius Iovianus (n. 331 d.Hr., Singidunum, Republica Socialistă Serbia, RSF Iugoslavia – d. 17 februarie 364 d.Hr., Dadastana⁠(d), Turcia), a fost împărat roman în perioada 363 - 364.

## Biografie
Flavius Iovianus s-a născut în anul 331 la Singidunum (azi Belgrad). Tatăl său, Varronianus fusese tribun al legiunii Iovani și avusese funcția de comes domesticorum sub împăratul Constantius II. Iovianus însuși fusese protector domesticus sub Constantius II și primicerius domesticorum sub Iulian Apostatul, succesorul acestuia. Iovian a fost concediat după câtva timp. Unele surse susțin că concedierea se datora faptului că Iovian era creștin, dar altele arată că această teorie a apărut mult mai târziu în istoriografiile creștine și nu se întâlnește în relatările contemporane. În orice caz, Iovian a fost rechemat de Iulian Apostatul în anul 363, când acesta se pregătea pentru o expediție militară împotriva parților.
În timpul acestei campanii, Iulian a fost rănit mortal de o suliță care l-a lovit în abdomen. Există controverse cu privire la alegerea lui Iovian ca împărat. Unele surse susțin că, pe patul său de moarte, însuși Iulian l-ar fi desemnat succesor. Alte surse susțin că ar fi fost ales de soldați, unele afirmând că alegerea s-ar datora soldaților creștini.
Iovian a murit într-un accident la Dadastana, în Galatia (Asia Mica) la 17 februarie 364, în drum spre Constantinopol.
Iovian a restabilit creștinismul ca religia de stat a Imperiului Roman.( J.Milner The History of the Church of Christ, (Edinburgh: Nelson, 1838)), p. 247 